# Zischlaut

Artikulationsorte für Zischlaute:
2 endolabial, 4 alveolar, 5 postalveolar, 6 präpalatal, 7 palatal

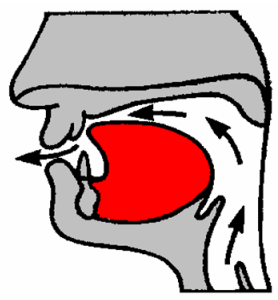
Artikulation eines alveolaren Frikativs (s-Laut)

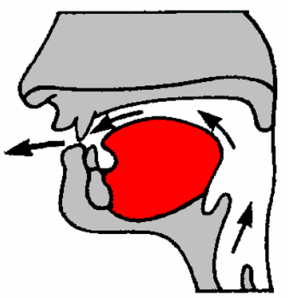
Artikulation eines labiodentalen Frikativs (f-Laut)

Der Begriff Zischlaut oder Sibilant bezeichnet in der Phonetik einen Laut, der mit einem hörbaren Pfeifen oder Zischen einhergeht. Ein solcher Laut gehört in der Regel zu den Frikativen.

## Artikulation
Den Zischlaut erzeugt man bei einer Mundstellung, bei der die aus dem Mund ausströmende Luft eine enge Stelle vor oder hinter den Zähnen passieren muss. Es handelt sich dabei also um einen sogenannten Reibelaut (Frikativ), der am Zahndamm (alveolar bzw. retroflex) oder am vorderen Gaumen (palatal) gebildet wird.
Die Bezeichnung Zischlaut ist allerdings keine feste Definition. Je nach Aussprache ist das Zischen bei den stimmhaften Lauten wesentlich geringer zu vernehmen, sodass diese manchmal nicht als Zischlaute bezeichnet werden. Bei Personen mit Zahnlücken hingegen ist das Pfeifen mitunter auch bei stimmhaften Zischlauten sehr deutlich zu hören.

## Liste der Zischlaute
Nach dem Internationalen Phonetischen Alphabet gibt es folgende Zischlaute:
- [⁠s⁠] Stimmloser alveolarer Frikativ (wie in Haus)
- [⁠z⁠] Stimmhafter alveolarer Frikativ (wie in Suse)
- [⁠ɬ⁠] Stimmloser alveolarer lateraler Frikativ
- [⁠ɮ⁠] Stimmhafter alveolarer lateraler Frikativ
- [⁠ʃ⁠] Stimmloser postalveolarer Frikativ (wie in Schule)
- [⁠ʒ⁠] Stimmhafter postalveolarer Frikativ (wie in Garage)
- [⁠ʂ⁠] Stimmloser retroflexer Frikativ
- [⁠ʐ⁠] Stimmhafter retroflexer Frikativ

## Affrikaten
Durch Kombination von einem Plosiv mit einem homorganen Frikativ entsteht eine sogenannte Affrikate. Die Zischlaute sind im engeren Sinne zwar eine Untergruppe der Frikative, da jedoch einige der Affrikaten inzwischen als eigenständiges Phonem aufgefasst werden, gehören sie auch in die Gruppe der Zischlaute.
Solche Affrikaten sind unter anderem:
- [⁠ts⁠] (wie in Zaun, Katze)
- [⁠dz⁠]
- [⁠tʃ⁠] (wie in Matsch)
- [⁠dʒ⁠] (wie in Dschungel)